# Боровлянка (Голишмановський міський округ)
Боровля́нка (рос. Боровлянка) — присілок у складі Голишмановського міського округу Тюменської області, Росія.
Населення — 407 осіб (2010, 463 у 2002).
Національний склад станом на 2002 рік:
- росіяни — 92 %